# المعبد الموري العلمي في أمريكا

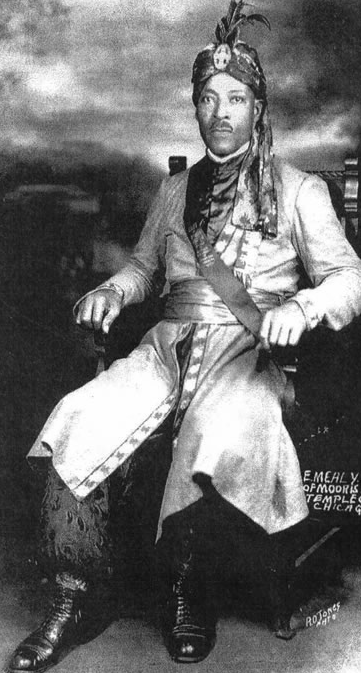

المعبد الموري العلمي في أمريكا هو منظمة وطنية ودينية أمريكية أسسها نوبل درو علي في القرن العشرين.واستند إلى فرضية أن الأميركيين الأفارقة هم من مملكة موآب في الأصل وبالتالي فهم «موريون» (تُلقظ موريشيون من قبل أتباعهم أحيانًا) من ناحية الجنسية ومسلمون من الناحية الدينية. جمع علي عناصر من التقاليد الرئيسية لتطوير رسالة ذاتية التحويل من خلال التعليم التاريخي والفخر العرقي والارتقاء الروحاني. كان يهدف مذهبه أيضًا إلى تزويد الأميركيين من أصل أفريقي بإحساس بالهوية في العالم وتعزيز مشاركتهم المدنية.
أحد المبادئ الأساسية للمعبد الموري العلمي في أمريكا هو الاعتقاد بأن الأمريكيين من أصل أفريقي ينحدرون من سلالة «مورية» ومن «الإمبراطورية المغربية» تحديدًا. بحسب علي، فقد شملت هذه المنطقة دولًا أخرى تحيط بالمغرب. للانضمام إلى الحركة، كان على الأفراد إعلان «جنسيتهم المورية» ومُنحوا بطاقات الجنسية. في النصوص الدينية، يشير الأتباع إلى أنفسهم عرقيًا باسم الآسيويين إذ يُعد الشرق الأوسط جزءًا من غرب آسيا فعليًا. يُعرف أتباع هذه الحركة باسم «المسلمين الأمريكيين الموريين» ويُطلق عليهم في بعض الأوساط اسم «العلماء الموريين أيضًا».
تأسس المعبد الموري العلمي في أمريكا بموجب قانون المؤسسة الدينية في إيلنوي. أسس تيموثي درو، المعروف بين أتباعه باسم نوبل درو علي، المعبد الموري العلمي في أمريكا عام 1913 في نيوارك نيوجرسي وهي مدينة صناعية مزدهرة. بعد مواجهة بعض الصعوبات، انتقل علي إلى شيكاغو وأسس المركز هناك بالإضافة إلى بعض المعابد في بعض المدن الكبرى الأخرى. توسعت الحركة بسرعة خلال فترة أواخر العشرينيات. نتج التوسع السريع للمعهد الموري العلمي في أمريكا في جزء كبير منه عن البحث عن الهوية والموقع بين الأميركيين السود في وقت الهجرة الكبرى إلى المدن الشمالية والغربية الوسطى، إذ أصبحوا شعبًا متحضرًا.
نشأت فصائل متنازعة بين التجمعات والقادة، خصوصًا بعد وفاة علي ذي الشخصية المؤثرة. نشأت نتيجة لهذا الصراع ثلاث منظمات مستقلة. خلق تأسيس حركة أمة الإسلام من قبل والاس فرد محمد عام 1930 منافسة بين الأعضاء أيضًا. قُدّر عدد الأعضاء عام 1930 بحوالي 30 ألف عضو، ثلثهم في مدينة شيكاغو. خلال سنوات ما بعد الحرب، استمر عدد أعضاء المعهد الموري العلمي في أمريكا بالتزايد، وإن كان بمعدل أبطأ.

## الممارسات والمعتقدات
اعتقد علي أن جميع الأمريكيين من أصل أفريقي هم موريون في الأصل، والذين ادعى أنهم منحدرون من الموآبيين القدامى (واصفًا إياهم بأنهم ينتمون إلى شمال غرب أفريقيا بدلاً من مواب كما يوحي الاسم). زعم أن الإسلام وتعاليمه أكثر فائدة في خلاصهم في الأرض وأن «طبيعتهم الحقيقية» حُجبت عنهم. في التقاليد التي أسسها، يرتدي الذكور طربوشًا أو عمامة كغطاء للرأس، وترتدي النساء عمامة.
أضافوا اللاحقات بك وإل إلى ألقابهم، دلالة على التراث الموري وعلى حياتهم الجديدة كأمريكيين موريين. كانت أيضًا طريقة للمطالبة بهوية جديدة وإعلانها بدلًا من تلك المفقودة بسبب استعباد أسلافهم. كانت تلك اللواحق علامة واضحة على أنه بالرغم من أن اسم الفرد القبلي الأفريقي ليس معروفًا، فإن قبولهم بالأسماء الأوروبية التي أعطاها لهم المُستعبدون ليس واردًا أيضًا.
عندما بدأ درو علي بطريقته في تعليم الأمريكيين الموريين كيف يصبحون مواطنين أفضل، ألقى خطابات مثل: «تحذير إلهي من قبل النبي للأمم» حثهم فيه على رفض التسميات المهينة مثل: «الأسود» أو «الملون» أو «الزنجي» وحث الأمريكيين جميعًا من جميع الأجناس على رفض الكراهية وتشجيع الحب، معتقدًا أن شيكاغو ستصبح مكة الثانية.
ارتدى مرشدو المعبد الطرابيش السوداء، وعُرف زعيم كل معبد باسم الشيخ الأكبر أو الحاكم. كان لدى نوبل درو علي عدة زوجات. وفقًا لشيكاغو ديفندر فقد ادعى أن لديه القدرة على الزواج والطلاق متى شاء.

## تاريخيًا

### التاريخ القديم

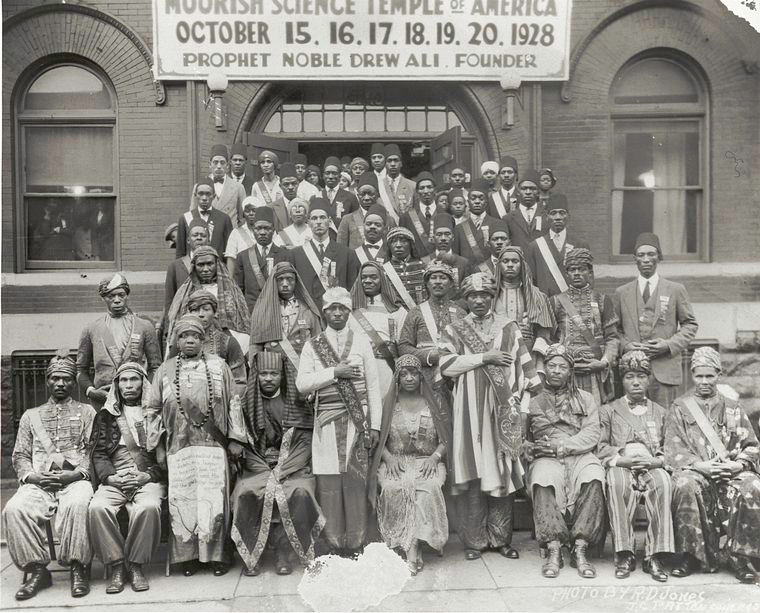

في عام 1913، شكل درو علي المعبد الكنعاني في نيوارك، نيو جيرسي. غادر المدينة بعد إثارة الناس بآرائه حول العرق. هاجر درو علي وأتباعه، خلال نشر الطائفة في فيلادلفيا، واشنطن العاصمة وديترويت. أخيرًا، استقر درو علي في شيكاغو في عام 1925، قائلاً إن الغرب الأوسط «أقرب إلى الإسلام». وفي العام التالي سجل المعبد رقم 9 بشكل رسمي.
هناك أمر الأتباع بعدم المجابهة بل بتعزيز شعبهم ليحظوا بالاحترام. بهذه الطريقة يمكنهم احتلال مكانة في الولايات المتحدة الأمريكية من خلال تطوير هوية ثقافية تتوافق مع معتقدات درو حول شخص الإنسان. في أواخر العشرينيات من القرن العشرين، قدر الصحفيون أن معبد العلوم المغاربي كان يضم 35000 عضو في 17 معبدًا في مدن عبر الغرب الأوسط والجنوب الأعلى. وأفادت التقارير بأنه دُرس فيه وروقب من قبل شرطة شيكاغو.
كان بناء الشركات الأمريكية المورية جزءًا من برنامجهم، وكانت مشابهة للرابطة العالمية لتنمية الزنوج وعصبة المجتمعات الأفريقية التي أسسها ماركوس غارفي وحركة أمة الإسلام التي تأسست فيما بعد.  بحلول عام 1928، كان أعضاء المعهد الموري العلمي قد نالوا بعض الاحترام في شيكاغو و إيلنوي، إذ ظهروا في صحيفة شيكاغو ديفندر، وهي صحيفة أمريكية أفريقية، بشكل بارز وإيجابي، وتعاونوا بجلاء مع السياسي ورجل الأعمال الأمريكي من أصل أفريقي دانيال جاكسون.
حضر درو علي حفل تنصيب لويس إل إمرسون في يناير 1929 كالحاكم السابع والعشرين لإيلنوي في عاصمة ولاية سبرينجفيلد. صرّحت شيكاغو ديفندر أن رحلته اشتملت على «مقابلات مع العديد من المواطنين البارزين في شيكاغو الذين استقبلوه من كل جهة». مع تزايد عدد سكانها وعدد الأعضاء فيها، اعتبرت شيكاغو كمركز للحركة.

### الانقسام الداخلي والقتل
في أوائل عام 1929 وبعد نزاع على التمويل، انشق كلود جرين بك، مدير الأعمال في المعبد رقم 1 في شيكاغو عن المعبد الموري العلمي في أمريكا. أعلن نفسه كشيخ أكبر واصطحب معه عددًا من الأعضاء. في 15 مارس، طُعن جرين بك حتى الموت في قاعة الوحدة التابعة للمعبد المغربي العلمي في أمريكا في شارع إنديانا في شيكاغو.
كان درو علي خارج المدينة في ذلك الوقت إذ كان يتعامل مع الحاكم الأعلى العَلِيّ السابق لوماكس بك (الأستاذ عز الدين محمد)، الذي دعم محاولة الانقلاب التي قام بها جرين بك. عندما عاد درو علي إلى شيكاغو، ألقت الشرطة القبض عليه وعلى أفراد آخرين من المجتمع للاشتباه في قيامهم بالتحريض على القتل. ولم توجه أي اتهامات تدين علي في ذلك الوقت.

### موت درو علي
بعد وقت قصير من إطلاق سراحه من قبل الشرطة، توفي درو علي عن عمر يناهز 43 عامًا في منزله في شيكاغو في 20 يوليو 1929. على الرغم من أن الظروف الدقيقة لوفاته غير معروفة، إلا أن شهادة الوفاة ذكرت أن نوبل درو علي توفي نتيجة الإصابة «بذات الرئة القصبية السلية». على الرغم من التقرير الرسمي، تكهن العديد من أتباعه أن وفاته كانت نتيجة إصابات سببتها له الشرطة أو أعضاء آخرين في الطائفة. اعتقد آخرون أنها كانت بسبب ذات الرئة، قال أحد الموريين لصحيفة شيكاغو ديفندر: «لم يكن النبي مريضًا، فقد أنجز عمله ووضع رأسه في حضن أحد أتباعه وتوفي».